# Fontaines-sur-Saône
Pour les articles homonymes, voir Fontaines.
Fontaines-sur-Saône est une commune française située dans la métropole de Lyon en région Auvergne-Rhône-Alpes. Bordant la Saône et comptant encore de nombreux espaces verts, la commune est essentiellement résidentielle.

## Géographie

### Situation
Fontaines-sur-Saône est située à 8 kilomètres au nord de Lyon, le long de la Saône dont elle tire une partie de son nom. La commune se divise entre une partie basse, le long de la rivière, et une partie haute, située sur les hauteurs.
La partie basse de Fontaines-sur-Saône se situe à l’Ouest de la commune et borde la Saône faisant face à Collonges-au-Mont-d'Or, sur l’autre rive. La partie haute se situe sur les hauteurs, à 270 mètres d’altitude, et constitue la moitié Est de la commune.

### Climat
Pour des articles plus généraux, voir Climat d'Auvergne-Rhône-Alpes et Climat du Rhône.
En 2010, le climat de la commune est de type climat océanique dégradé des plaines du Centre et du Nord, selon une étude du Centre national de la recherche scientifique s'appuyant sur une série de données couvrant la période 1971-2000. En 2020, Météo-France publie une typologie des climats de la France métropolitaine dans laquelle la commune est dans une zone de transition entre le climat semi-continental et le climat de montagne et est dans la région climatique  Bourgogne, vallée de la Saône, caractérisée par un bon ensoleillement (1 900 h/an), un été chaud (18,5 °C), un air sec au printemps et en été et des vents faibles. 
Pour la période 1971-2000, la température annuelle moyenne est de 11,8 °C, avec une amplitude thermique annuelle de 18 °C. Le cumul annuel moyen de précipitations est de 835 mm, avec 9,4 jours de précipitations en janvier et 6,3 jours en juillet. Pour la période 1991-2020, la température moyenne annuelle observée sur la station météorologique de Météo-France la plus proche, « Lyon-Bron », sur la commune de Bron à 12 km à vol d'oiseau, est de 13,0 °C et le cumul annuel moyen de précipitations est de 820,8 mm,. Pour l'avenir, les paramètres climatiques de la commune estimés pour 2050 selon différents scénarios d'émission de gaz à effet de serre sont consultables sur un site dédié publié par Météo-France en novembre 2022.

### Voies de communication et transports

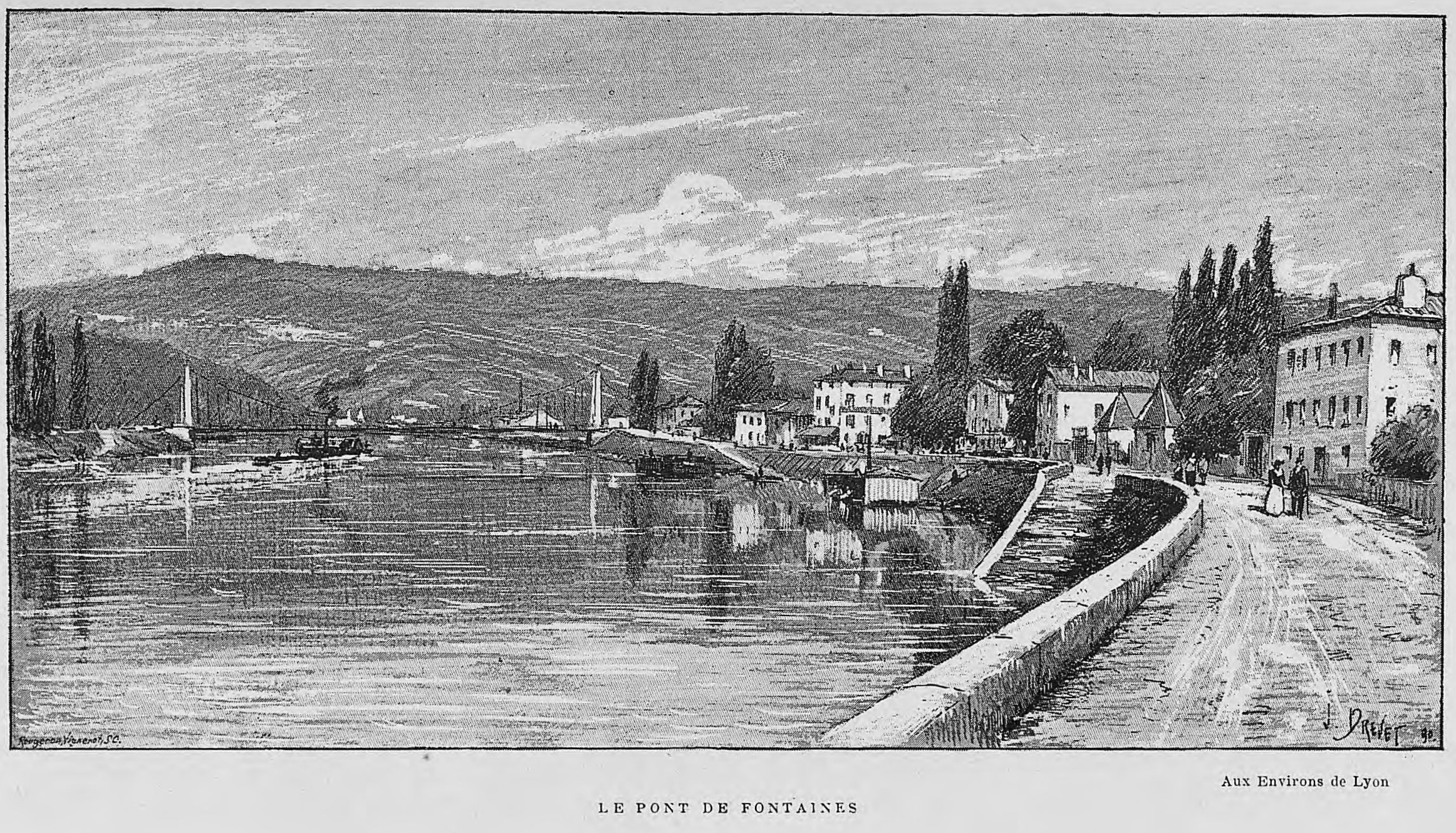
Pont de Fontaines illustré par Joannès Drevet (1854–1940).

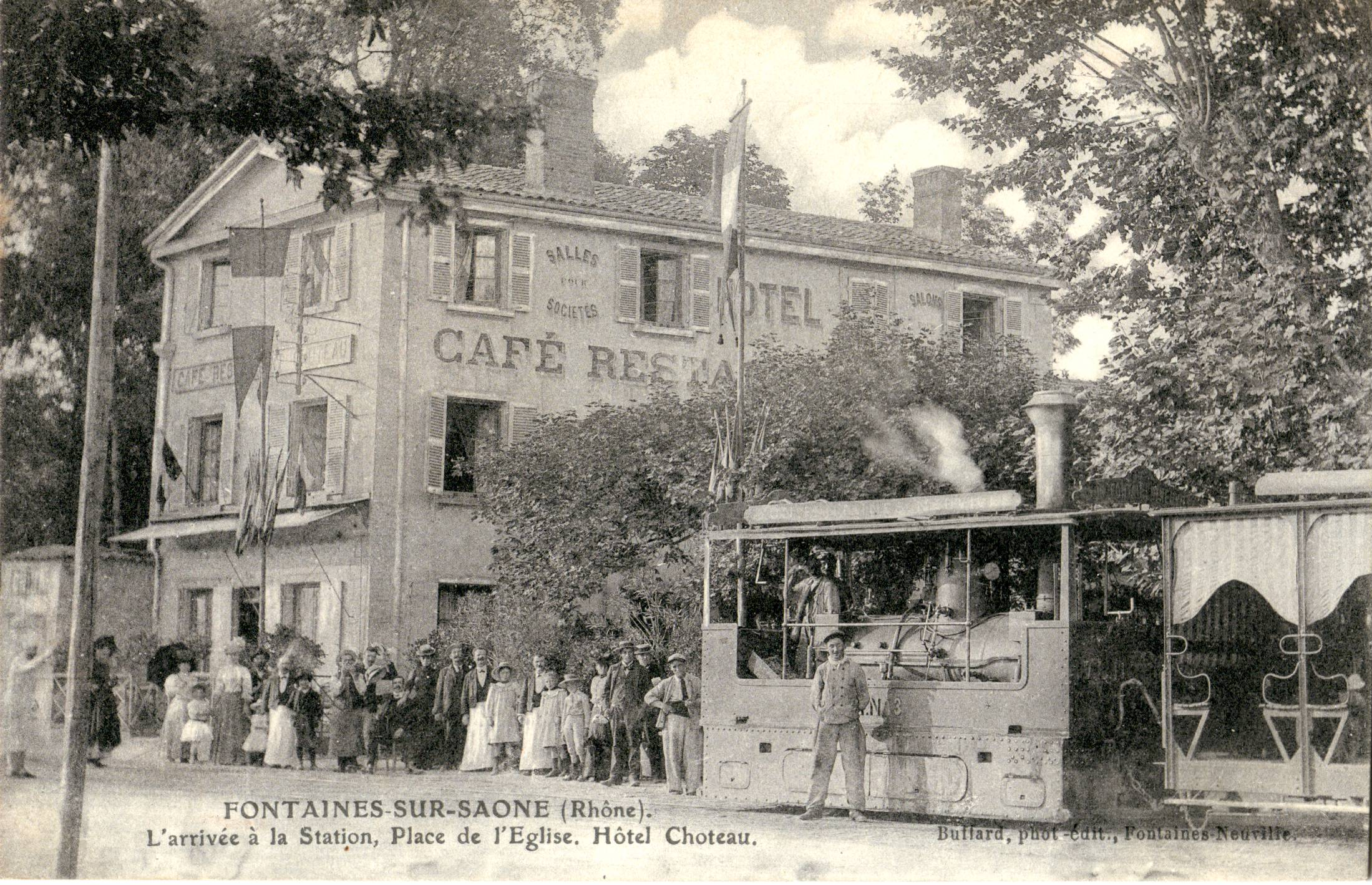
Le bourg fut desservi dès 1899 par une ligne de chemin de fer secondaire, le Tramway de Lyon à Neuville. Cette desserte cessa en 1957.
On voit sur ce cliché une locomotive à vapeur « bicabine » de la TLN à la station de Fontaines.

#### Desserte routière
La commune de Fontaines-sur-Saône est traversée par deux axes principaux et se trouve à proximité d’un troisième situé sur une commune voisine. La route départementale 433 (quai Jean-Baptiste Simon) traverse le territoire du Nord au Sud en direction de Lyon dans un sens (Sud) et de Neuville-sur-Saône dans l’autre (Nord) où elle est reliée à l’autoroute A46 à la hauteur de Genay. La route départementale 48 part du centre de Fontaines-sur-Saône et aboutit au centre-ville de Caluire-et-Cuire. Enfin, sur le territoire de Collonges-au-Mont-d'Or, de l’autre côté de la Saône, la route départementale 51 permet d’accéder à Albigny-sur-Saône, Quincieux et Anse.

#### Transports ferroviaires
La commune est desservie par la SNCF à partir de la gare de Collonges-Fontaines, située sur la commune de Collonges-au-Mont-d'Or, de l’autre côté de la Saône. La gare est accessible depuis l’église de Fontaines-sur-Saône en cinq minutes à pied. La gare de Collonges-Fontaines se trouve sur la ligne de TER Lyon-Villefranche-sur-Saône et fonctionne quotidiennement.

#### Transports en commun
La commune est desservie par le réseau des Transports en Commun Lyonnais (TCL). 

• Les lignes de bus 40 et 70 la relie à Neuville-sur-Saône et à Lyon (quartiers Part-Dieu et Presqu’île) via Caluire-et-Cuire. 
 • La ligne 77 fait la liaison avec les communes voisines de Fontaines-Saint-Martin et Cailloux-sur-Fontaines via Caluire. 

• La ligne 33 relie la ville, et notamment la moitié Est située sur les hauteurs (Secteur Marronniers), à Caluire et à la Croix-Rousse d’une part et à Rillieux-la-Pape et Sathonay-Camp d'autre part. 
 • Enfin, la ligne 9 dispose d’un arrêt sur l’avenue du Camp. Cette ligne relie la Presqu’île de Lyon à Sathonay-Camp.

## Urbanisme

### Typologie
Au 1er janvier 2024, Fontaines-sur-Saône est catégorisée grand centre urbain, selon la nouvelle grille communale de densité à sept niveaux définie par l'Insee en 2022.
Elle appartient à l'unité urbaine de Lyon, une agglomération inter-départementale regroupant 123  communes, dont elle est une commune de la banlieue,,. Par ailleurs la commune fait partie de l'aire d'attraction de Lyon, dont elle est une commune du pôle principal,. Cette aire, qui regroupe 397 communes, est catégorisée dans les aires de 700 000 habitants ou plus (hors Paris),.

### Occupation des sols
L'occupation des sols de la commune, telle qu'elle ressort de la base de données européenne d’occupation biophysique des sols Corine Land Cover (CLC), est marquée par l'importance des territoires artificialisés (71,6 % en 2018), en augmentation par rapport à 1990 (57,3 %). La répartition détaillée en 2018 est la suivante : 
zones urbanisées (57,3 %), espaces verts artificialisés, non agricoles (14,3 %), forêts (12,6 %), eaux continentales (12,1 %), zones agricoles hétérogènes (3,7 %). L'évolution de l’occupation des sols de la commune et de ses infrastructures peut être observée sur les différentes représentations cartographiques du territoire : la carte de Cassini (XVIIIe siècle), la carte d'état-major (1820-1866) et les cartes ou photos aériennes de l'IGN pour la période actuelle (1950 à aujourd'hui).

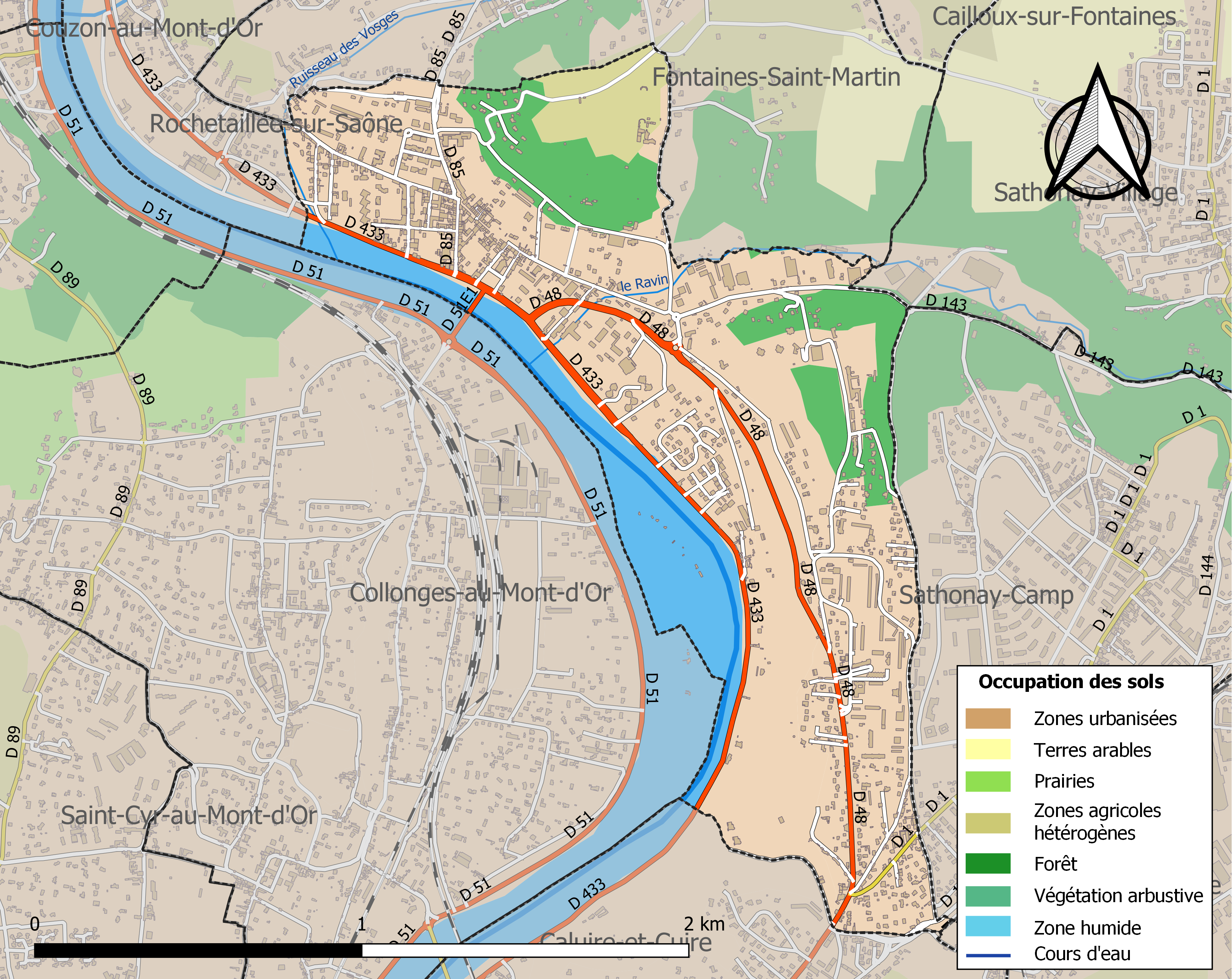
Carte des infrastructures et de l'occupation des sols de la commune en 2018 (CLC).

## Héraldique
| Blason de Fontaines-sur-Saône | Blason  | De gueules à la fontaine d'or; au chef cousu d'azur chargé de trois abeilles d'or. |
| Blason de Fontaines-sur-Saône | Détails | * Ces armes emploient le terme « cousu » dans le seul but de contrevenir à la règle de contrariété des couleurs : elles sont fautives : azur sur gueules. Le statut officiel du blason reste à déterminer. |

## Histoire

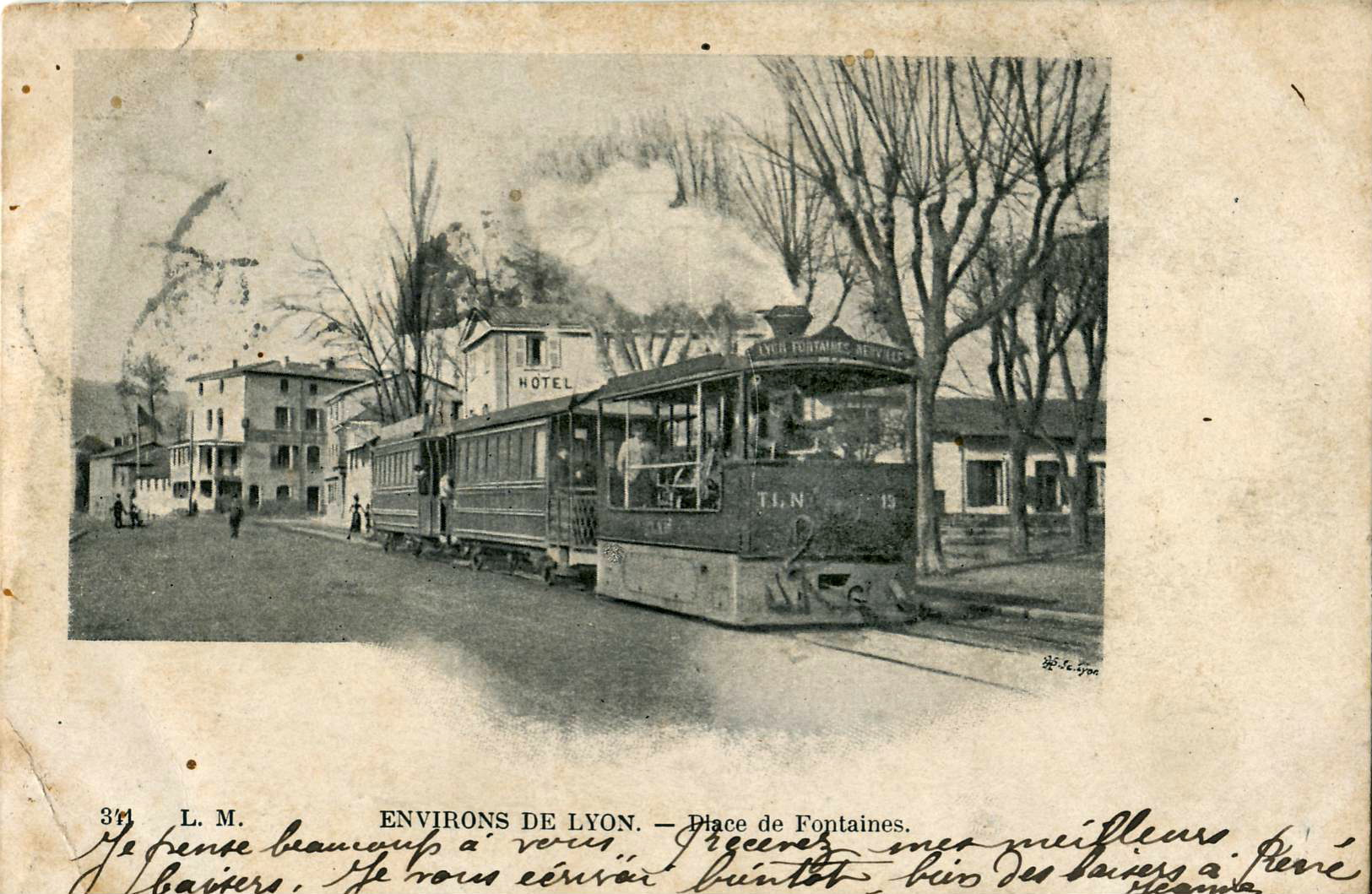
La place de Fontaines et le tramway à vapeur, vers 1903

Le Grand Lyon disparait le 1er janvier 2015, et laisse place à la collectivité territoriale de la métropole de Lyon. La commune quitte ainsi le département du Rhône.

## Politique et administration

### Tendances politiques et résultats

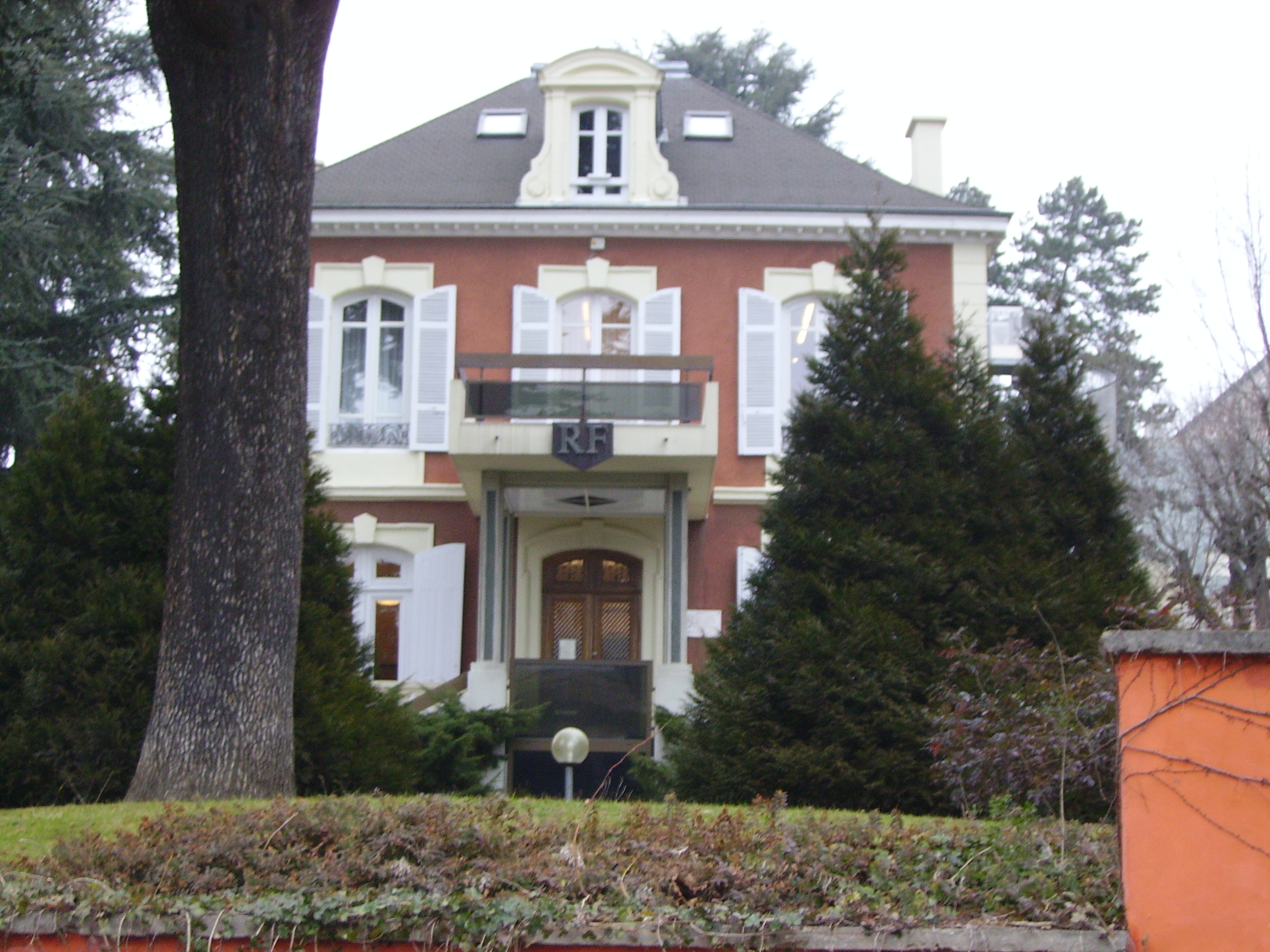
La Mairie

La commune de Fontaines-sur-Saône est particulièrement ancrée à droite de l’échiquier politique. Lors de l'élection présidentielle de 2002, les Fontainois placèrent Jean-Marie Le Pen en tête au premier tour avec 21 % des voix contre 20 % à Jacques Chirac et seulement 13 % pour le candidat socialiste Lionel Jospin. Lors des législatives de juin 2002, le candidat de l’UMP, Philippe Cochet, l’emportait au second tour par 63 % des suffrages face à son opposante socialiste.
En 2007, au second tour de l’élection présidentielle, Nicolas Sarkozy ne totalisa pas moins de 62,6 % des suffrages exprimés dans les bureaux de vote de la commune. Les législatives suivantes, en juin 2007, virent les Fontainois accorder dès le premier tour 55,8 % de leurs suffrages au député UMP sortant.
Lors des élections locales, les forces de droite se situent généralement à un niveau supérieur à la tendance régionale. Lors des élections cantonales de mars 2004, le candidat UMP, Paul Laffly, remporta 57 % des suffrages communaux au second tour face à son opposant PS, Benjamin Durand. Les régionales de la même année confirmèrent la tendance avec, au second tour et malgré la débâcle de la majorité au niveau national, 42,7 % des suffrages exprimés à destination de la liste UMP, 41,7 % pour la liste de la gauche plurielle et 15,6 % pour le FN. Les régionales de mars 2010 virent les Fontainois placer la liste de gauche plurielle en tête au second tour avec 47 % des suffrages contre 40 % à l’UMP et 13 % au FN.

### Liste des maires
| Période                                  | Période                       | Identité          | Étiquette | Qualité                                          |
| ---------------------------------------- | ----------------------------- | ----------------- | --------- | ------------------------------------------------ |
| Les données manquantes sont à compléter. |                               |                   |           |                                                  |
| 18 mai 1945                              | 1963                          | Charles Ferney    | DVD       | Vétérinaire                                      |
| 11 octobre 1963                          | mai 1999                      | Louis Tournissoux | DVD       | Vice-président de la COURLY Démissionnaire       |
| 25 mai 1999                              | 29 mars 2014                  | Patrick Bouju     | DVD       | Administrateur de sociétés                       |
| 29 mars 2014                             | En cours (au 19 janvier 2021) | Thierry Pouzol    | DVD       | Chef d'entreprise Réélu pour le mandat 2020-2026 |

## Population et société

### Démographie
L'évolution du nombre d'habitants est connue à travers les recensements de la population effectués dans la commune depuis 1851. Pour les communes de moins de 10 000 habitants, une enquête de recensement portant sur toute la population est réalisée tous les cinq ans, les populations de référence des années intermédiaires étant quant à elles estimées par interpolation ou extrapolation. Pour la commune, le premier recensement exhaustif entrant dans le cadre du nouveau dispositif a été réalisé en 2005.

En 2022, la commune comptait 7 005 habitants, en évolution de +0,06 % par rapport à 2016 (Rhône : +3,93 %, France hors Mayotte : +2,11 %).
| 1851 | 1856  | 1861  | 1866  | 1872  | 1876  | 1881  | 1886  | 1891  |
| ---- | ----- | ----- | ----- | ----- | ----- | ----- | ----- | ----- |
| 966  | 1 144 | 1 215 | 1 206 | 1 224 | 1 228 | 1 253 | 1 211 | 1 235 |

| 1896  | 1901  | 1906  | 1911  | 1921  | 1926  | 1931  | 1936  | 1946  |
| ----- | ----- | ----- | ----- | ----- | ----- | ----- | ----- | ----- |
| 1 348 | 1 498 | 1 488 | 1 532 | 1 618 | 1 876 | 1 988 | 2 002 | 2 040 |

| 1954  | 1962  | 1968  | 1975  | 1982  | 1990  | 1999  | 2005  | 2006  |
| ----- | ----- | ----- | ----- | ----- | ----- | ----- | ----- | ----- |
| 2 406 | 3 628 | 5 313 | 6 276 | 7 062 | 6 760 | 6 721 | 6 463 | 6 337 |

| 2010  | 2015  | 2020  | 2022  | - | - | - | - | - |
| ----- | ----- | ----- | ----- | - | - | - | - | - |
| 6 306 | 6 816 | 7 065 | 7 005 | - | - | - | - | - |

### Enseignement
Fontaines-sur-Saône est située dans l'académie de Lyon. L'école de musique de Fontaines-sur-Saône, installée depuis février 2014 aux Marronniers distille un enseignement musical varié et qualitatif.
Il existe deux écoles publiques:le groupe scolaire dans le centre du village, dite "école rêves en Saône" comprenant école maternelle et école élémentaire, et le groupe scolaire dit "les Marronniers" dans la partie haute de la commune. Fontaines-sur-Saône dispose aussi d'un collège public (Jean de Tournes) situé sur les quais de Saône.

## Économie

### Entreprises et commerces
Fontaines-sur-Saône devenant de plus en plus une commune résidentielle dont les habitants travaillent dans la région lyonnaise, le nombre de commerces a eu tendance à décliner au cours de la décennie 1990. Néanmoins, la commune compte encore une trentaine de commerçants répartis entre, principalement, le centre-ville (rues Pierre Carbon et Pierre Bouvier) et, dans une moindre mesure, le quartier des Marronniers.

## Culture locale et patrimoine

### Lieux et monuments

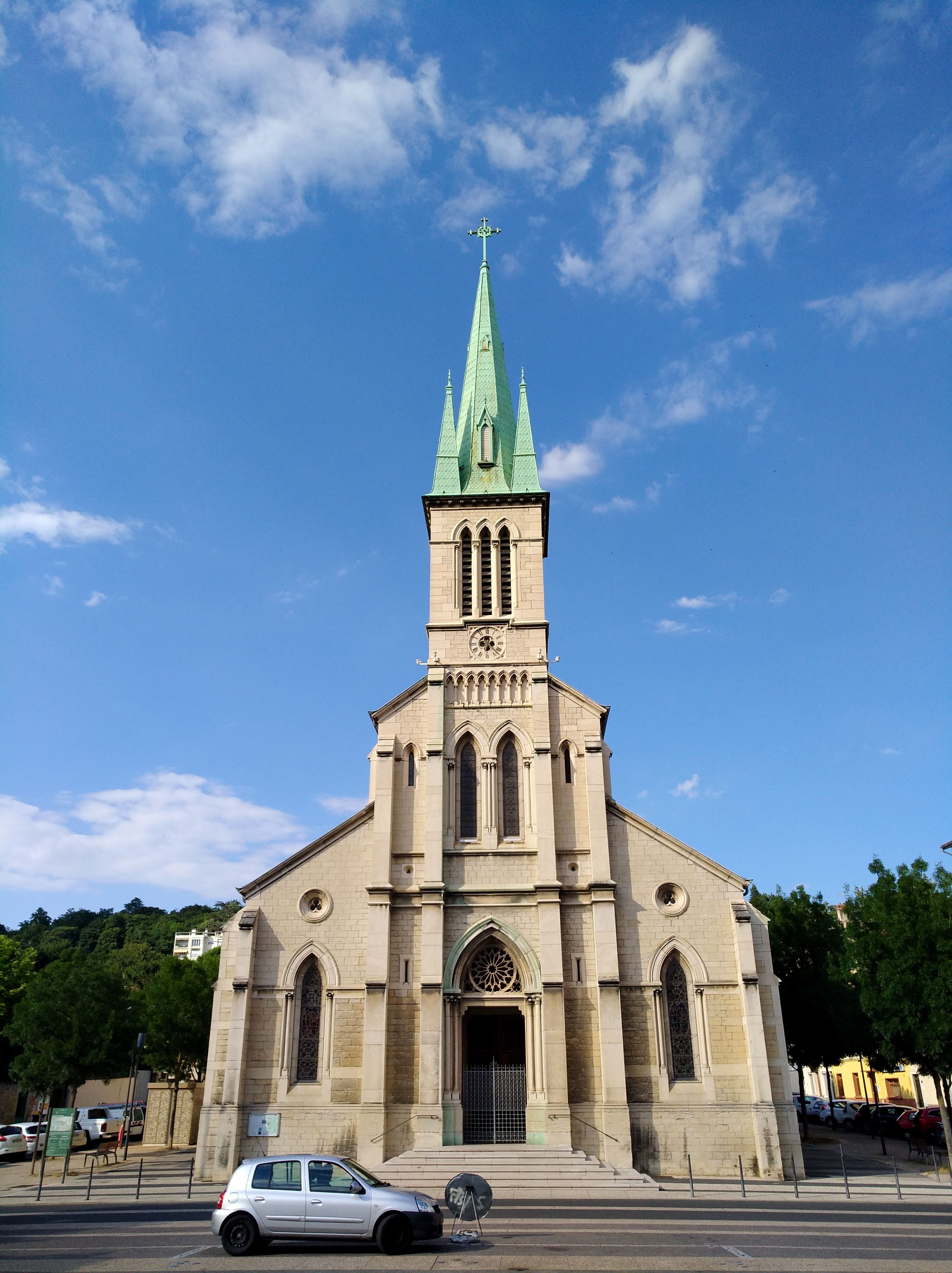
L'église Saint-Louis en 2018.

Villa Roux  Inscrit MH (2017), chemin Vetter, conçue par Antti Lovag et construite de 1984 à 1991,.

### Personnalités liées à la commune
- Louis Charrat (1903-1971), peintre né à Fontaines-sur-Saône en septembre 1903.
- Maurice Favières, animateur de radio et de télévision français, est né à Fontaines-sur-Saône
- Bernard Lacombe, footballeur français